# Neoscortechinia kingii
Neoscortechinia kingii là một loài thực vật có hoa trong họ Đại kích. Loài này được (Hook.f.) Pax & K.Hoffm. mô tả khoa học đầu tiên năm 1919.